# Stenopus goyi
Stenopus goyi is een tienpotigensoort uit de familie van de Stenopodidae. De wetenschappelijke naam van de soort is voor het eerst geldig gepubliceerd in 2009 door Saito, Okuno & Chan.